# N704iμ
FOMA N704iμ（フォーマ・エヌ なな まる よん アイ ミュー）は、NECによって開発された、NTTドコモの第三世代携帯電話 (FOMA) 端末である。

## 概要
- N703iμの後継端末である。薄さは同じ。N703iμからの改良点として、3Gの国際ローミングに対応した点が挙げられる。ちなみに、機種名に派生機種である事を示すμが付いているがNEC製の704iシリーズはこの端末のみで、「N704i」という端末は存在しない。
- 端末の表面のデザインが前機種と異なり、「プレミアブルー」、「プレミアブラック」は表面の奥にまるで凹凸があるかのように見える「立体感ペイント」を採用している。「プレミアホワイト」は、精緻なパターンが美しい表面デザインとなっている。前機種で好評であったMY SIGNALも搭載している。
- 内部の決定キーが凹凸を強調して押しやすくなり、全体のクリック感も増した。前機種と同様、音楽プレーヤーに関しても、着うたフルとSD-Audioに対応し、11.4mmの薄さながら24時間もの長時間再生を実現している。
- カラーバリエーションはプレミアブルー、プレミアホワイト、プレミアブラックの3つ。

| 主な対応サービス           | 主な対応サービス                    | 主な対応サービス         | 主な対応サービス                                |
| -------------------------- | ----------------------------------- | ------------------------ | ----------------------------------------------- |
| DCMX／おサイフケータイ     | うた・ホーダイ                      | 着うたフル／着うた       | デジタルオーディオプレーヤー(AAC)(SDオーディオ) |
| 直感ゲーム／メガiアプリ    | Music&Videoチャネル／ビデオクリップ | 3Gローミング             | プッシュトーク                                  |
| FOMAハイスピード           | GPS／ケータイお探し                 | デコメール／デコメ絵文字 | iチャネル                                       |
| 着もじ                     | テレビ電話／キャラ電                | 電話帳お預かりサービス   | フルブラウザ                                    |
| おまかせロック／バイオ認証 | 外部メモリーへiモードコンテンツ移行 | トルカ                   | iC通信                                          |
| きせかえツール／マチキャラ | バーコードリーダ／名刺リーダ        | 2in1                     | エリアメール                                    |

### プリインストールiアプリ
- PLATINUM SURIKI
- デコメ絵文字ポケット
- Gガイド番組表リモコン

## 歴史
- 2007年5月9日：技術基準適合証明 (TELEC) 通過。
- 2007年5月31日：電気通信端末機器審査協会 (JATE) 通過。
- 2007年7月4日: D704i・F704i・P704i・SH704i・SO704i・L704i・N704iμ・P704iμの開発発表。
- 2007年7月20日：発売開始